# Make It Right 2: The Series
Chronologie
 Make It Right: The Series
Make It Right 2 (thaï : รักออกเดิน, Rak Ok Doen) est une série thaïlandaise de Boys' Love diffusée en 2017 sur MCOT HD.

## Synopsis
La série suit les aventures et les amours de lycéens. Elle suit en particulier le couple formé par les personnages de Fuse et Tee, et le couple formé par Frame et Book.

## Distribution
- Panichtamrong "Peak" Peemapol : Fuse
- Udompanich "Boom" Krittapak  : Tee
- Chittsawangdee "Ohm" Pawat : Frame
- Imerbpathom "Toey" Sittiwat : Book
- Chanchalerm "Proy" Manasaporn : Fing
- Ua-Ampon "Bright" Wichawet :s Tan
- Sukpun "Praew" Rattaporn : Mook
- Techakumphu "Bonne" Manapat : Nine
- Ratanaumnuayshai "Beam" Boonyakorn : Rodtang
- Wongsamran "Aof" Sutiwas : Yok